# والتر إيبل
والتر إيبل (بالإنجليزية: Walter Abel)‏ (مواليد 6 يونيو 1898 - الوفاة 26 مارس 1987) هو ممثل أمريكي بدأ مسيرته الفنية عام 1918.

## الأعمال
- قم يا حبيبي.
- احتضن الفجر العائد.
- حانة السعادة.
- جزيرة ويك.

## وصلات خارجية
- والتر إيبل على موقع IMDb (الإنجليزية)
- والتر إيبل على موقع ألو سيني (الفرنسية)
- والتر إيبل على موقع أول موفي (الإنجليزية)
- والتر إيبل على موقع قاعدة بيانات برودواي على الإنترنت (الإنجليزية)
- والتر إيبل على موقع قاعدة بيانات الأفلام السويدية (السويدية)
- والتر إيبل على موقع إن إن دي بي (الإنجليزية)
- والتر إيبل على موقع قاعدة بيانات الفيلم (الإنجليزية)
- والتر إيبل على موقع كينوبويسك (الروسية)